# Lola Yamaha ABT
Lola Yamaha ABT, vorher Audi Sport Abt, ABT Schaeffler Audi Sport, Audi Sport ABT Schaeffler und ABT Cupra Formula E Team, ist ein deutsches Motorsportteam, das in Kempten beheimatet ist und zur Teilnahme an der FIA-Formel-E-Meisterschaft gegründet wurde.
Das Team, das zunächst im Team Abt Sportsline integriert war, gehörte seit Oktober 2016 einem Unternehmen namens Abt Formel E GmbH, einem Tochterunternehmen von Abt Sportsline, und wurde von Hans-Jürgen Abt geleitet. Im Juli 2017 übernahm Audi dann sämtliche Anteile am Team, neuer Teamchef wurde Allan McNish. Mit dem Ausstieg von Audi aus der FIA-Formel-E-Weltmeisterschaft wurde das Team im Sommer 2021 aufgelöst. ABT Sportsline übernahm das Team in der Folge wieder und geht seit der FIA-Formel-E-Weltmeisterschaft 2022/23 wieder an den Start.

## Geschichte

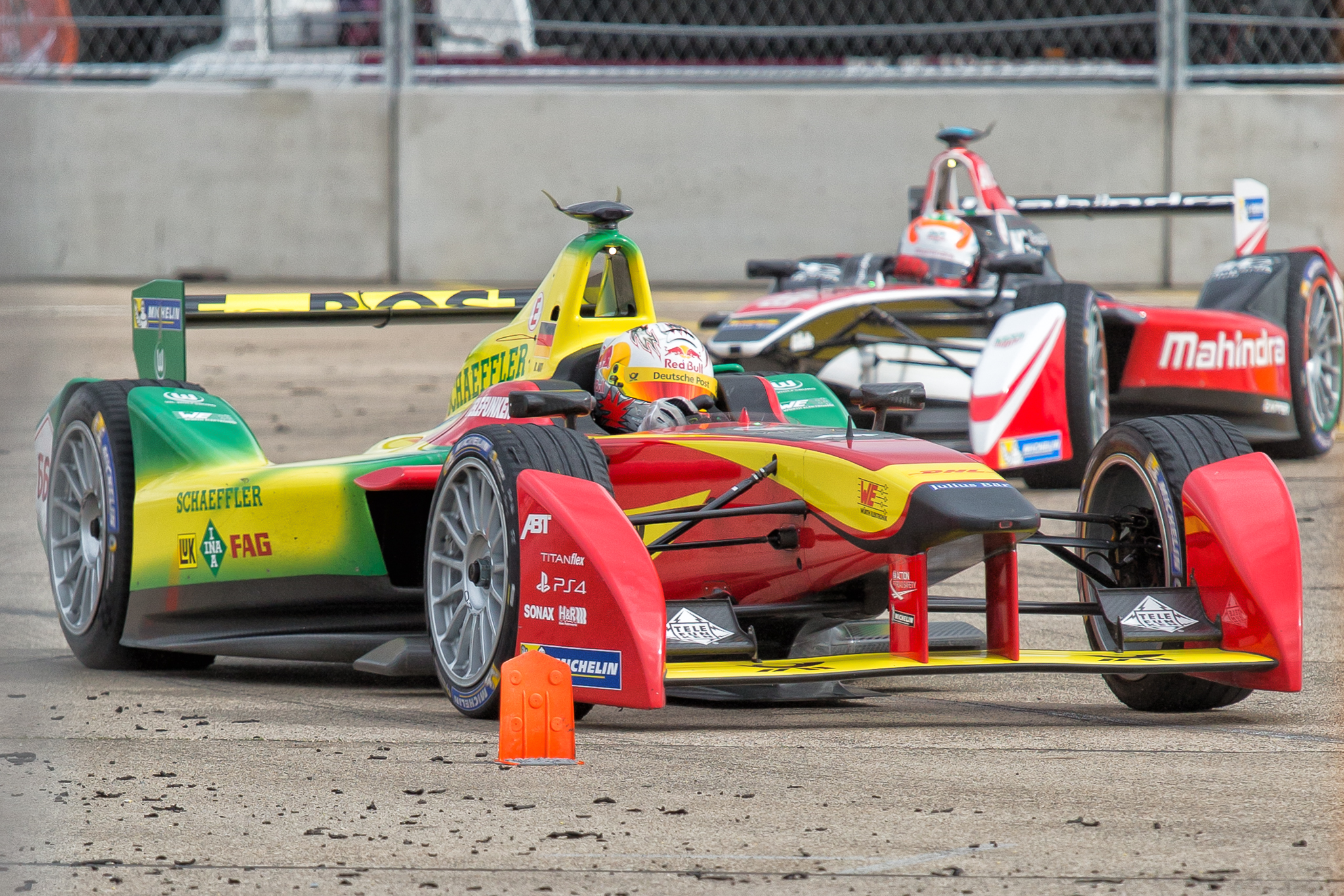
Daniel Abt beim Berlin ePrix 2015

2014/15 trat das Team unter dem Namen Audi Sport Abt in der neugegründeten FIA-Formel-E-Meisterschaft an. Als Fahrer wurden Daniel Abt und Lucas di Grassi verpflichtet. Di Grassi gewann das erste Rennen, den Beijing ePrix 2014. Nachdem das Team lange Zeit auf Platz zwei in der Meisterschaft gelegen hatte, beendete man die Saison auf Platz drei der Teamwertung. Auch di Grassi belegte Rang drei in der Fahrerwertung, Abt wurde Elfter.
In der zweiten Saison trat das Team unter dem Namen ABT Schaeffler Audi Sport an. ABT Sportsline war als einer der acht Konstrukteure der Meisterschaft genannt, Schaeffler entwickelte im Auftrag des Teams den Antrieb für das Fahrzeug, das den Namen ABT Schaeffler FE01 trug. Die Verträge mit beiden Fahrern wurden verlängert. Di Grassi gewann drei Rennen, erzielte vier weitere Podestplatzierungen und belegte Rang zwei in der Fahrerwertung, Daniel Abt belegte Rang sieben mit insgesamt drei Podestplatzierungen. In der Teamwertung errang ABT Schaeffler Audi Sport den zweiten Platz.
Auch in der dritten Saison trat das Team mit den gleichen Piloten an, das Fahrzeug mit dem weiterentwickelten Antriebsstrang erhielt den Namen ABT Schaeffler FE02. Das Team errang erneut den zweiten Platz in der Teamwertung. Di Grassi gewann mit zwei Siegen und fünf weiteren Podestplatzierungen zum ersten Mal den Fahrertitel, Abt belegte am Saisonende Rang acht. Im Juli 2017, unmittelbar nach Saisonende, übernahm die Audi AG sämtliche Anteile am Formel-E-Team. Abt betreute weiterhin die Einsätze an der Rennstrecke.
In der vierten Saison trat das Team unter dem Namen Audi Sport ABT Schaeffler mit dem Audi e-tron FE04 genannten Fahrzeug an, die Fahrerpaarung blieb unverändert. Nachdem das Team in den ersten Rennen massive Zuverlässigkeitsprobleme zu beklagen hatte und nach dem vierten Saisonrennen, dem Santiago E-Prix, mit 12 Punkten den achten Platz in der Teamwertung belegte, erzielten Abt und di Grassi in den folgenden acht Rennen vier Siege und sieben weitere Podestplatzierungen. Am Saisonende gewann das Team mit 264 Punkten erstmals die Teammeisterschaft. Di Grassi wurde zudem Vizemeister hinter Jean-Éric Vergne.
In der Saison 2018/19 trat Audi erneut mit dem Fahrerduo Abt und di Grassi an. Di Grassi siegte bei zwei Rennen und belegte den dritten Platz in der Fahrerwertung, Abt wurde mit zwei dritten Plätzen als beste Ergebnisse Siebter. Das Team belegte mit 203 Punkten den zweiten Platz in der Teamwertung.
Auch in der sechsten Saison startete Audi mit dem Fahrerduo Abt und di Grassi. Aufgrund der COVID-19-Pandemie wurde im März 2020 die FIA-Formel-E-Meisterschaft unterbrochen und zur Überbrückung ein virtueller eSports-Wettbewerb gestartet. Beim fünften Rennen in Berlin-Tempelhof saß Abt nicht selbst am Steuer seines Wagens, sondern ließ an seiner Stelle einen semiprofessionellen Simracer fahren. Abt wurde disqualifiziert, außerdem wurden vom Veranstalter alle bisher erzielten Punkte aberkannt. Zudem wurde Abt nahegelegt, 10.000 Euro an eine Wohltätigkeitsorganisation zu spenden. Zwei Tage später wurde Abt von Audi Sport mit sofortiger Wirkung suspendiert. Für das Saisonfinale in Berlin verpflichtete Audi René Rast als zweiten Piloten neben di Grassi. Bei seinem fünften Rennen für Audi erzielte Rast als Dritter sein erstes Podium in der Rennserie. Das Team erzielte zum ersten Mal in einer Formel-E-Saison keinen Sieg und belegte am Saisonende mit 114 Punkten den sechsten Platz in der Teamwertung.
In der Saison 2020/21 der nun FIA-Formel-E-Weltmeisterschaft genannten Rennserie ging das Team erneut mit der Fahrerpaarung di Grassi und Rast an den Start. Di Grassi gewann die Rennen in Puebla und Berlin. Mit 165 Punkten belegte Audi Rang vier in der Teamwertung. Di Grassi wurde in der Fahrerwertung Siebter, Rast belegte mit einem zweiten Platz als bestem Ergebnis Rang 13. Zum Saisonende stieg Audi und damit auch das Team aus der FIA-Formel-E-Weltmeisterschaft aus.

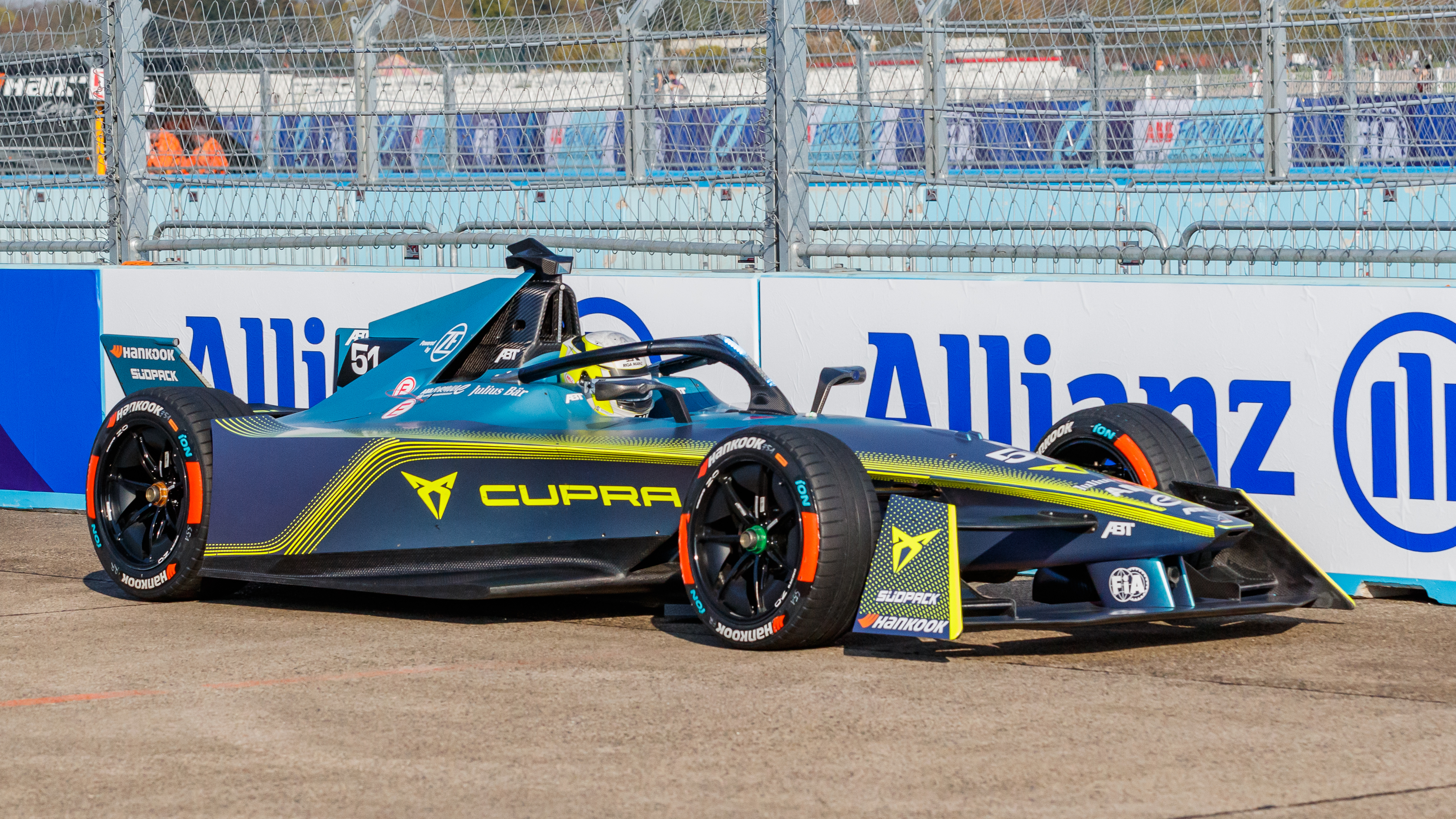
Nico Müller im Mahindra M8Electro von ABT Cupra beim Berlin E-Prix 2023

Nachdem die Bemühungen von ABT Sportsline, das Team und die Startlizenz für die FIA-Formel-E-Weltmeisterschaft von Audi zurückzukaufen, für die Saison 2021/22 scheiterten, gab das Team im Mai 2022 bekannt, zur Saison 2022/23 mit finanzieller Unterstützung durch Cupra in die Rennserie zurückzukehren. Als Antriebslieferant wurde Mahindra Racing gewählt. Als Fahrer wurden Robin Frijns und Nico Müller verpflichtet, die beide bereits für Abt in der DTM gefahren waren. Nachdem Frijns sich beim Saisonauftakt bei einem Unfall verletzt hatte, sprang DTM-Pilot Kelvin van der Linde für mehrere Rennen ein. Aufgrund der vergleichsweise kurzen Vorbereitungszeit verlief die Saison wenig erfolgreich, das Team belegte am Saisonende den elften und letzten Platz in der Teamwertung.
Zur Saison 2023/24 kehrte di Grassi zum Team zurück. Er ersetzte Frijns, der seinerseits zurück zu Envision Racing wechselte. Die Saison verlief für das Team deutlich erfolgreicher, obwohl die Mahindra-Antriebe der Konkurrenz von Jaguar und Porsche deutlich unterlegen waren. Am Saisonende belegte das Team den neunten von elf Plätzen in der Teamwertung. Als einziges Kundenteam der Rennserie gelang es ABT dabei, das Werksteam Mahindra hinter sich zu lassen.
Zur Saison 2024/25 verlässt Müller das Team. An seiner Stelle kommt Zane Maloney zum Einsatz. Nach zwei Saisons mit Mahindra-Antrieben wechselt Abt zum neuen Hersteller Lola Cars, die gemeinsam mit Yamaha einen Antrieb entwickeln.

## Statistik

### Einzelergebnisse in der FIA-Formel-E-Weltmeisterschaft
| Fahrer                                 | Nr.                                    | 1   | 2     | 3     | 4     | 5     | 6      | 7      | 8   | 9      | 10    | 11   | 12  | 13     | 14  | 15   | 16  | Punkte | Rang |
| -------------------------------------- | -------------------------------------- | --- | ----- | ----- | ----- | ----- | ------ | ------ | --- | ------ | ----- | ---- | --- | ------ | --- | ---- | --- | ------ | ---- |
| FIA-Formel-E-Meisterschaft 2014/15     | FIA-Formel-E-Meisterschaft 2014/15     | BEI | PUT   | PUN   | BUE   | MIA   | LBH    | MON    | BER | MOS    | LON   | LON  |     |        |     |      |     | 165    | 3.   |
| Lucas di Grassi                        | 11                                     | °1° | 2     | 3     | DNF   | 9     | 3      | 2      | DSQ | °2°    | 4     | 6    |     |        |     |      |     | 165    | 3.   |
| Daniel Abt                             | 66                                     | 10  | 10    | 15    | *13*  | 3     | 15     | DNF    | 14  | 5      | DNF   | 11   |     |        |     |      |     | 165    | 3.   |
| FIA-Formel-E-Meisterschaft 2015/16     | FIA-Formel-E-Meisterschaft 2015/16     | BEI | PUT   | PUN   | BUE   | MEX   | LBH    | PAR    | BER | LON    | LON   |      |     |        |     |      |     | 221    | 2.   |
| Lucas di Grassi                        | 11                                     | 2   | 1     | 2     | °3°   | °DSQ° | °1°    | 1      | 3   | °4°    | °DNF° |      |     |        |     |      |     | 221    | 2.   |
| Daniel Abt                             | 66                                     | 11  | 7     | 8     | 13    | 7     | 3      | 10     | 2   | DNF    | 2     |      |     |        |     |      |     | 221    | 2.   |
| FIA-Formel-E-Meisterschaft 2016/17     | FIA-Formel-E-Meisterschaft 2016/17     | HKG | MAR   | BUE   | MEX   | MON   | PAR    | BER    | BER | NYC    | NYC   | MTR  | MTR |        |     |      |     | 248    | 2.   |
| Lucas di Grassi                        | 11                                     | °2° | °5°   | °3°   | °1°   | °2°   | °DNF°  | °2°    | °3° | °4°    | °5°   | °1°  | °7° |        |     |      |     | 248    | 2.   |
| Daniel Abt                             | 66                                     | DNF | °6°   | °7°   | °7°   | 7     | *°13*° | °6°    | °4° | *°14*° | °DNF° | 4    | °6° |        |     |      |     | 248    | 2.   |
| FIA-Formel-E-Meisterschaft 2017/18     | FIA-Formel-E-Meisterschaft 2017/18     | HKG | HKG   | MAR   | SAN   | MEX   | PUN    | ROM    | PAR | BER    | ZÜR   | NYC  | NYC |        |     |      |     | 264    | 1.   |
| Lucas di Grassi                        | 01                                     | 17  | 14    | °DNF° | °DNF° | °9°   | 2      | °2°    | °2° | 2      | °1°   | 1    | 2   |        |     |      |     | 264    | 1.   |
| Daniel Abt                             | 66                                     | °5° | °DSQ° | °10°  | DNF   | 1     | °14°   | 4      | °7° | °1°    | °13°  | °2°  | °3° |        |     |      |     | 264    | 1.   |
| FIA-Formel-E-Meisterschaft 2018/19     | FIA-Formel-E-Meisterschaft 2018/19     | DIR | MAR   | SAN   | MEX   | HKG   | SAY    | ROM    | PAR | MCO    | BER   | BRN  | NYC | NYC    |     |      |     | 203    | 2.   |
| Lucas di Grassi                        | 11                                     | °9° | 7     | 12    | °1°   | 2     | °*15°* | °7°    | 4   | DNF    | 1     | °9°  | °5° | °*18°* |     |      |     | 203    | 2.   |
| Daniel Abt                             | 66                                     | °8° | 10    | °3°   | °10°  | °4°   | °5°    | °*18*° | °3° | °15°   | °6°   | °6°  | °6° | °5°    |     |      |     | 203    | 2.   |
| FIA-Formel-E-Meisterschaft 2019/20     | FIA-Formel-E-Meisterschaft 2019/20     | DIR | DIR   | SAN   | MEX   | MAR   | BER    | BER    | BER | BER    | BER   | BER  |     |        |     |      |     | 114    | 6.   |
| Lucas di Grassi                        | 11                                     | 13  | 2     | °7°   | °6°   | °7°   | 8      | 3      | °8° | °6°    | 21    | °6°  |     |        |     |      |     | 114    | 6.   |
| Daniel Abt                             | 66                                     | DNF | 6     | °14°  | DNF   | 14    |        |        |     |        |       |      |     |        |     |      |     | 114    | 6.   |
| René Rast                              | 66                                     |     |       |       |       |       | °10°   | 13     | DNF | 16     | 3     | 4    |     |        |     |      |     | 114    | 6.   |
| FIA-Formel-E-Weltmeisterschaft 2020/21 | FIA-Formel-E-Weltmeisterschaft 2020/21 | DIR | DIR   | ROM   | ROM   | VAL   | VAL    | MCO    | PUE | PUE    | NYC   | NYC  | LON | LON    | BER | BER  |     | 165    | 4.   |
| Lucas di Grassi                        | 11                                     | °9° | °8°   | DNF   | DNF   | °7°   | °10°   | 10     | °1° | °18°   | 3     | °14° | 6   | DSQ    | 1   | °20° |     | 165    | 4.   |
| René Rast                              | 33                                     | 4   | 17    | 6     | DNF   | 5     | 6      | DNF    | 2   | 10     | 10    | 20   | 5   | DNF    | 9   | 9    |     | 165    | 4.   |
| FIA-Formel-E-Weltmeisterschaft 2022/23 | FIA-Formel-E-Weltmeisterschaft 2022/23 | MEX | DIR   | DIR   | HYD   | CAP   | SAP    | BER    | BER | MCO    | JAK   | JAK  | POR | ROM    | ROM | LON  | LON | 21     | 11.  |
| Robin Frijns                           | 4                                      | DNF | INJ   | INJ   | INJ   | INJ   | 14     | 14     | 17  | 13     | 9     | 13   | 10  | DNF    | DNF | DNF  | 17  | 21     | 11.  |
| Kelvin van der Linde                   | 4                                      |     | 16    | 18    | DNF   | WD    |        |        |     |        |       |      |     |        |     |      |     | 21     | 11.  |
| Nico Müller                            | 51                                     | 14  | DNF   | DNF   | 11    | WD    | DNF    | 15     | 9   | DNF    | 11    | 12   | DNF | 6      | 10  | DNF  | 8   | 21     | 11.  |
| FIA-Formel-E-Weltmeisterschaft 2023/24 | FIA-Formel-E-Weltmeisterschaft 2023/24 | MEX | DIR   | DIR   | SAP   | TOK   | MIS    | MIS    | MCO | BER    | BER   | SHA  | SHA | POR    | POR | LON  | LON | 56     | 9.   |
| Lucas di Grassi                        | 11                                     | DNF | 19    | 17    | 13    | DNF   | 10     | 11     | 11  | DNF    | 11    | 10   | 19  | 11     | 17  | 11   | 9   | 56     | 9.   |
| Nico Müller                            | 51                                     | 17  | 18    | 13    | DNF   | 7     | 11     | 4      | DNF |        |       | 15   | 15  | 5      | 6   | 6    | 6   | 56     | 9.   |
| Kelvin van der Linde                   | 51                                     |     |       |       |       |       |        |        |     | 11     | 15    |      |     |        |     |      |     | 56     | 9.   |

| Legende                      | Legende       | Legende                                                                 |
| Farbe                        | Abkürzung     | Bedeutung                                                               |
| ---------------------------- | ------------- | ----------------------------------------------------------------------- |
| Gold                         | —             | Sieger                                                                  |
| Silber                       | —             | 2. Platz                                                                |
| Bronze                       | —             | 3. Platz                                                                |
| Grün                         | —             | Platzierung in den Punkten                                              |
| Blau                         | —             | Klassifiziert außerhalb der Punkteränge                                 |
| Violett                      | DNF           | Rennen nicht beendet                                                    |
| Violett                      | NC            | nicht klassifiziert                                                     |
| Rot                          | DNQ           | nicht qualifiziert                                                      |
| Schwarz                      | DSQ           | disqualifiziert                                                         |
| Weiß                         | DNS           | nicht am Start                                                          |
| Weiß                         | WD            | zurückgezogen                                                           |
| Weiß                         | C             | Rennen abgesagt                                                         |
| Blanko                       |               | nicht teilgenommen                                                      |
| Blanko                       | DNP           | gemeldet, aber nicht teilgenommen                                       |
| Blanko                       | INJ           | verletzt oder krank                                                     |
| Blanko                       | EX            | ausgeschlossen                                                          |
| sonstige Formate und Zeichen | P/fett        | Pole-Position                                                           |
| sonstige Formate und Zeichen | kursiv        | Schnellste Rennrunde (ab 2017/18: Schnellste Rennrunde der ersten Zehn) |
| sonstige Formate und Zeichen | unterstrichen | Führender in der Gesamtwertung                                          |
| sonstige Formate und Zeichen | °             | FanBoost                                                                |
| sonstige Formate und Zeichen | *             | nicht im Ziel, aufgrund der zurückgelegten Distanz aber gewertet        |
| sonstige Formate und Zeichen | ( )           | Streichresultat                                                         |